# 長利礼治
長利 礼治（おさり れいじ、1965年10月15日 - ）は、青森県出身の元プロ野球選手（内野手）。

## 来歴・人物
青森商業高から、1983年のプロ野球ドラフト会議でロッテオリオンズから5位指名を受け入団。
青森県出身のプロ野球選手が少ない時代にスラッガーとして期待されたが、一軍出場機会がないまま、1989年限りで現役を引退。
退団後は郷里に戻り、旅行代理店に勤めた。

## 詳細情報

### 年度別打撃成績
- 一軍公式戦出場なし

### 背番号
- 56 （1984年 - 1989年）